# جرج لینچ
جرج لینچ (به انگلیسی: George Lynch) نوازندهٔ گیتار اهل آمریکاست. وی نوازنده اصلی گیتار سابق گروه راک داکن بوده است.
مارک کندال دربارهٔ جرج لینچ گفته‌است که لینچ، قبل از ادی ون هیلن تکنیک تپینگ دودستی را ابداع و اجرا می‌کرده‌است.